# Paulinho Trompete
Paulo Roberto de Oliveira (Rio de Janeiro, 30 de maio de 1950 - Rio de Janeiro, 7 de agosto de 2019), mais conhecido como Paulinho Trompete, foi um trompetista brasileiro, conhecido por ser o compositor de temas de vários especiais da TV Globo, como "Som Brasil", "Criança Esperança", "Gonzaguinha", Elis Regina" e "Fama", entre outros, além do tema de abertura do programa "Studio Jazz", da TVE.

## Carreira
Paulinho começou a tocar trompete ao ganhar o instrumento de sua mãe aos 8 anos de idade, e logo passou a tocar na igreja. Aos 13 anos, apresentou-se no Programa do Chacrinha, e, eleito o "Melhor Instrumentista Mirim", permaneceu durante um ano no trono.
Aos 16 anos, iniciou sua carreira profissional, a princípio atuando em bailes com várias bandas, como Ed Lincoln, Os Devaneiros, Laffayete, Som 7 e Cry Baby. Mais tarde, faria apresentações no exterior, com destaque para o Olympia de Paris e o Carnegie Hall de Nova York, ao lado de Edison Machado, Idriss Sulyvan e Tânia Maria. Tocou também com artistas internacionais, como Dexter Gordon, Dizzy Gillespie, Jimmy Smith, Ray Charles e Chet Baker.
Em 1990, lançou no mercado internacional, pelo selo Lath Jazz, da Sony Music, o LP "Um sopro de Brasil"
Participou do Free Jaz Festival, com a Banda Brasil All Stars, em 1995, e com sua própria banda, em 1996.
Em 2008, ao lado da Banda Sambop, grava seu terceiro álbum, "Tema Feliz", pelo selo Guanabara, em que homenageia Durval Ferreira. Este álbum ganhou 5 estrelas e destaque no Segundo Caderno do Jornal O Globo, além de o prêmio de melhor cd latino de 2009 pela revista JAZZIZ-EUA.

## Morte
Paulinho faleceu em 7 de agosto de 2019, depois de ficar um mês internado no Hospital Samaritano, do Rio de Janeiro, lutando contra um câncer no cérebro.

## Discografia
- 1990 - Um sopro de Brasil (LP - Selo "Lath Jazz/Sony Music")
- 1996 - Um sopro de Brasil II (CD - Selo "Visom")
- 2008 - Paulinho Trompete E Banda Sambop ‎– Tema Feliz (CD - Selo "Guanabara")